# Артуро Фернандез Мејзан
Артуро Фернандез Мејзан (Сан Вићенте де Кањете, 3. фебруар 1906. — Лима, 27. новембар 1999) био је перуански фудбалски дефанзивац који је играо за Перу на ФИФА-ином светском првенству 1930. Играо је и за Универзитарио де Депортес .
Његов брат Теодоро Фернандез Мејзан такође је био фудбалер.